# Leisure Genius presents Monopoly
Leisure Genius presents Monopoly (ook wel Waddingtons Monopoly) is een computerspel dat in 1985 werd uitgegeven door Leisure Genius voor de Amstrad CPC en ZX Spectrum. Later volgde ook andere homecomputers. Het spel is hetzelfde als het klassieke bordspel monopoly. Het spel kan met twee tot acht spelers gespeeld worden. Indien gewenst kan de computer elk moment een beurt overnemen. De speler kan kiezen het spel binnen een bepaalde tijd te spelen, op een normale manier of het spel op te slaan.

## Platforms
| jaar | platforms                |
| ---- | ------------------------ |
| 1985 | Amstrad CPC, ZX Spectrum |
| 1986 | BBC Micro, MSX           |
| 1988 | Commodore 64             |
| 1989 | Amiga, DOS               |